# Epidendrum santaclarense
Epidendrum santaclarense är en orkidéart som beskrevs av Oakes Ames. Epidendrum santaclarense ingår i släktet Epidendrum och familjen orkidéer. Inga underarter finns listade i Catalogue of Life.